# コセイガイインコ
コセイガイインコ（小青灰鸚哥、学名：Trichoglossus chlorolepidotus、英名：Scaly-breasted lorikeet）は、オーストラリア東部の森林に生息するヒインコの1種。一般的に用いられる英名は、緑の羽毛にフチどられた黄色の羽毛がまるで鱗のように見えることに由来する。

## 分類
1820年に、ドイツ人動物学者のHeinrich Kuhlによって発表された。ゴールド&グリーンロリキート、グリーニ、グリーンロリキート、グリーン&イエローロリキート、グリーンキート、グリーンパロット、グリーンリーク、グリーンリーフ等の名前でも知られている。本種の羽が鱗のようである特徴から、口語ではスケイリーと呼ばれることも多い。
種名のT. chlorolepidotus は古代ギリシャ語で「緑」を意味する「クローロ」、ラテン語で「鱗」を意味する「レピドートス」に由来する。

## 特徴
体長はおよそ23cm(9.1 in)。鶏冠と側頭部は、少し青みがかったエメラルドグリーンで、首の後ろ、胸、ノドのあたりに、緑の羽毛に縁どられるようにして黄色の羽毛が存在しており、これが本種の特徴の「鱗」である。尾羽は暗いオレンジ色をベースに、外側の羽毛は緑色をしている。わきの下、太もも、下尾筒には黄色の斑点があり、下雨覆は朱色。黒目の周りとクチバシは朱色で、くちばし上部の鼻と脚は灰色。

## 分布
主にオーストラリア東部バマガ、クイーンズランド州の北端、ニューサウスウェールズ州南岸のイラワラ地区などの森林地帯、または離島にも生息する。基本的に沿岸の平地や、それに隣接する台地にのみ生息するが、時折グレートディバイディング山脈西側の水路沿いで発見される。ほとんどは北部で定住するが、南部に少数存在するものは遊動的である。
開けた、木々が疎らな場所や、ティーツリーの茂みを好む。

## 習性
葉の色に紛れることで、他の鳥から発見されにくく、子育て中でも、木の下から見ても目立たないが、朱色のクチバシで本種に気づくことが多い。 開けた、木々が疎らな場所を好むが、開花しているティーツリーの茂みの中にいることもある。
小さな群れでいるか、飛んでいるか、花を持っている木の枝で食事していることが多い。
基本的に森林地帯にいるが、都市部の庭や公園に現れることもある。
一直線に高速で飛行し、羽音と甲高い鳴き声を発する。

### 鳴き声
極めて大きく、喧嘩をするときは叫び続け、餌を探しているときも鳴き、さえずりながら食べる。休んでいるときは、穏やかにではあるが、やはりさえずる。繁殖期が近づくと、特別にうるさくなる。

### 食性
コセイガイインコはゴシキセイガイインコと似た習性を持ち、一緒に群れを成すことも多い。両者とも主に、ティーツリーのような広葉樹の花蜜や花粉を食べるが、花自体や果実、昆虫とその幼虫を食べることもある。果実や、熟れる前の乳白色の穀類を非常に好むので、果樹園や穀物畑に害を与えることもある。

### 繁殖
3月、4月に繁殖期を迎えるが、南部では8月から1月までの間と推測される。空洞の木の、地面から離れたところに、枝を重ねて巣を作り、底に木くずを盛る。卵は通常2つだが稀に3つ育てることもある。卵は白いオーバル形で、およそウズラの卵より少し小さい。25日ほど卵を温めるが、オスは巣の中にいても卵を温めない。オスもメスも雛に餌を与え、孵化から6~8週間で巣立つ。

## 飼育
捕獲されてもすぐに順応し、人に懐きやすいが、時折攻撃的になる。人が噛まれると裂傷を生ずる恐れがある。バナナ、リンゴ等の果実を好み、糞は水っぽく、無臭。鳴き声が大きく、液状の糞は周囲に飛散しやすく、あまり出回らないこともあり、愛玩鳥としての知名度、人気は低い。突然変異で青い個体もおり、胸に白い斑点のあるものがオーストラリアで繁殖している。人の言葉を覚える個体も存在する。

## 日本のコセイガイインコ
稀にペットショップで販売されることもある他、静岡県の掛川花鳥園には、レモンロリキートと呼ばれる黄色い変異種が一羽だけ存在する。

## ギャラリー

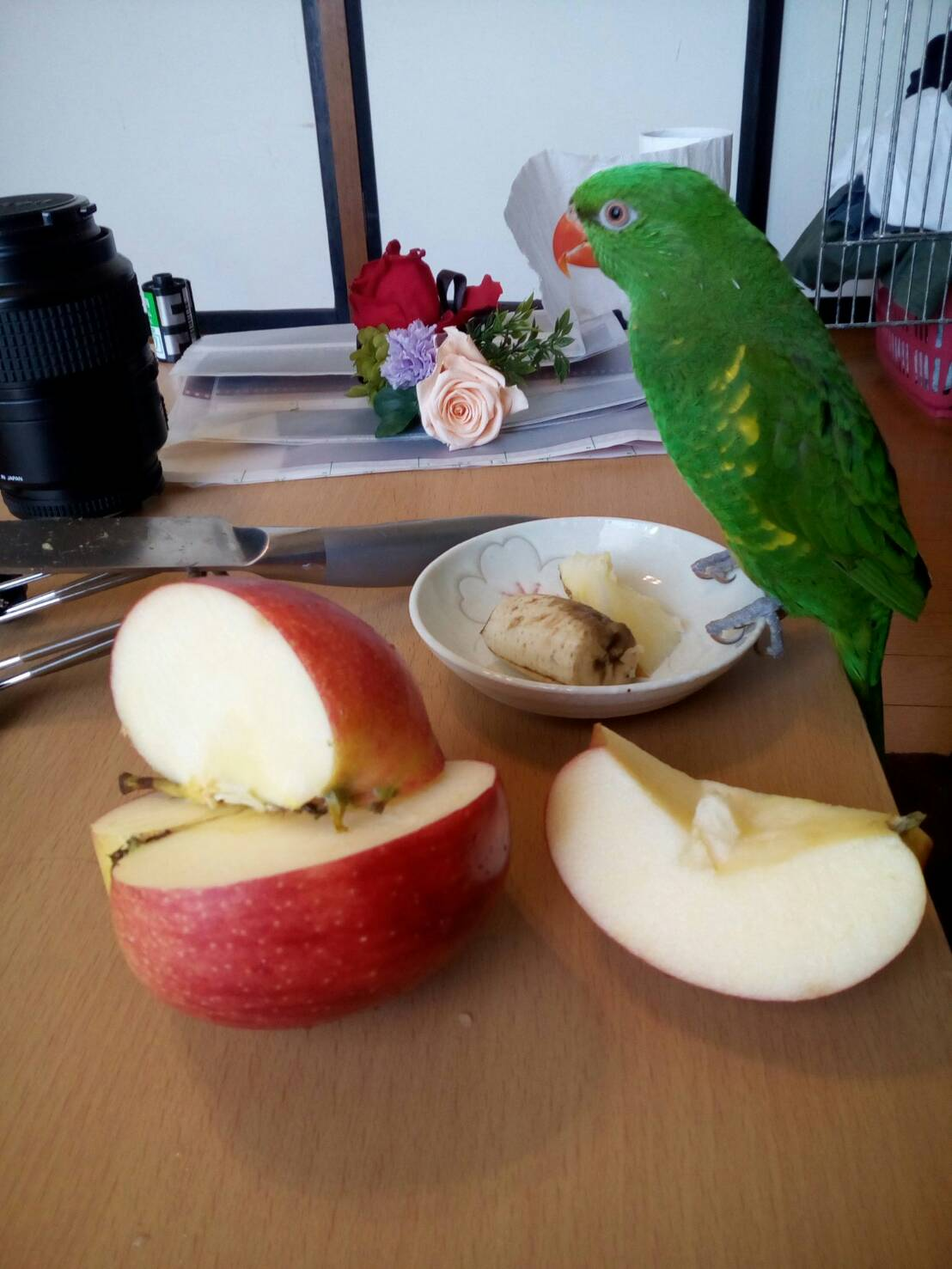
飼育下の雌の成鳥
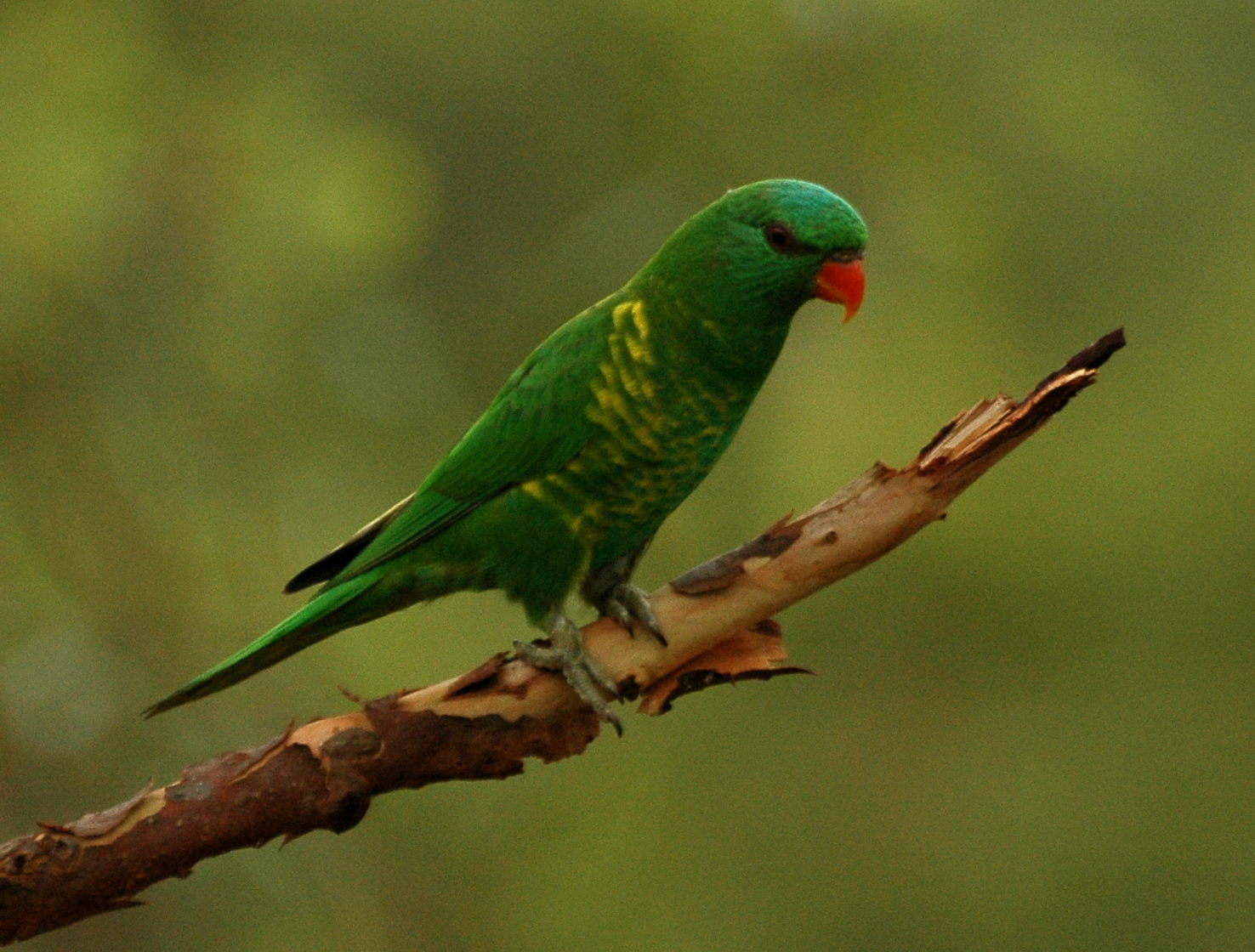
オーストラリア　クイーンズランド南部　パイクデール
- オーストラリア　クイーンズランド南西　コブルクリーク
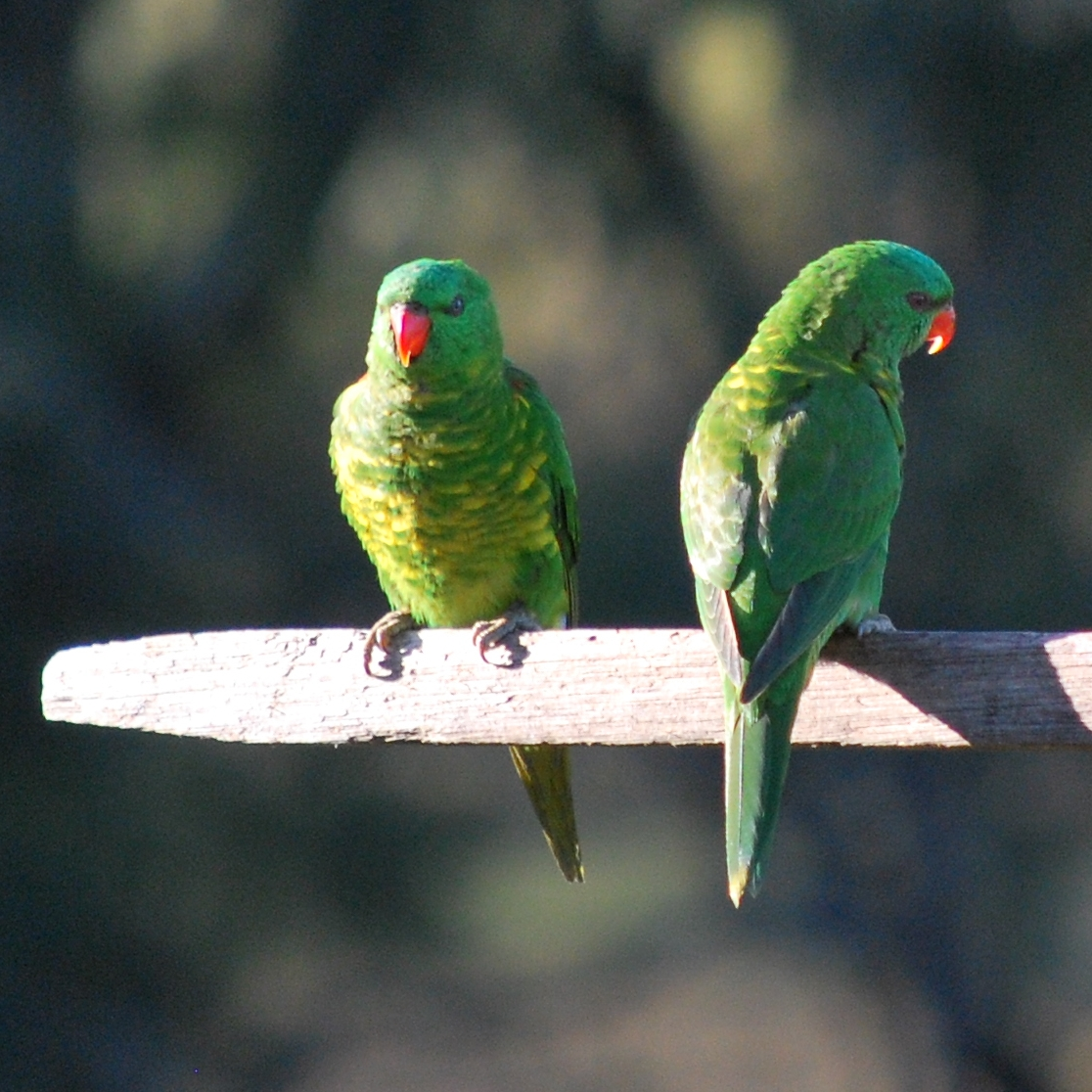
二匹の成鳥
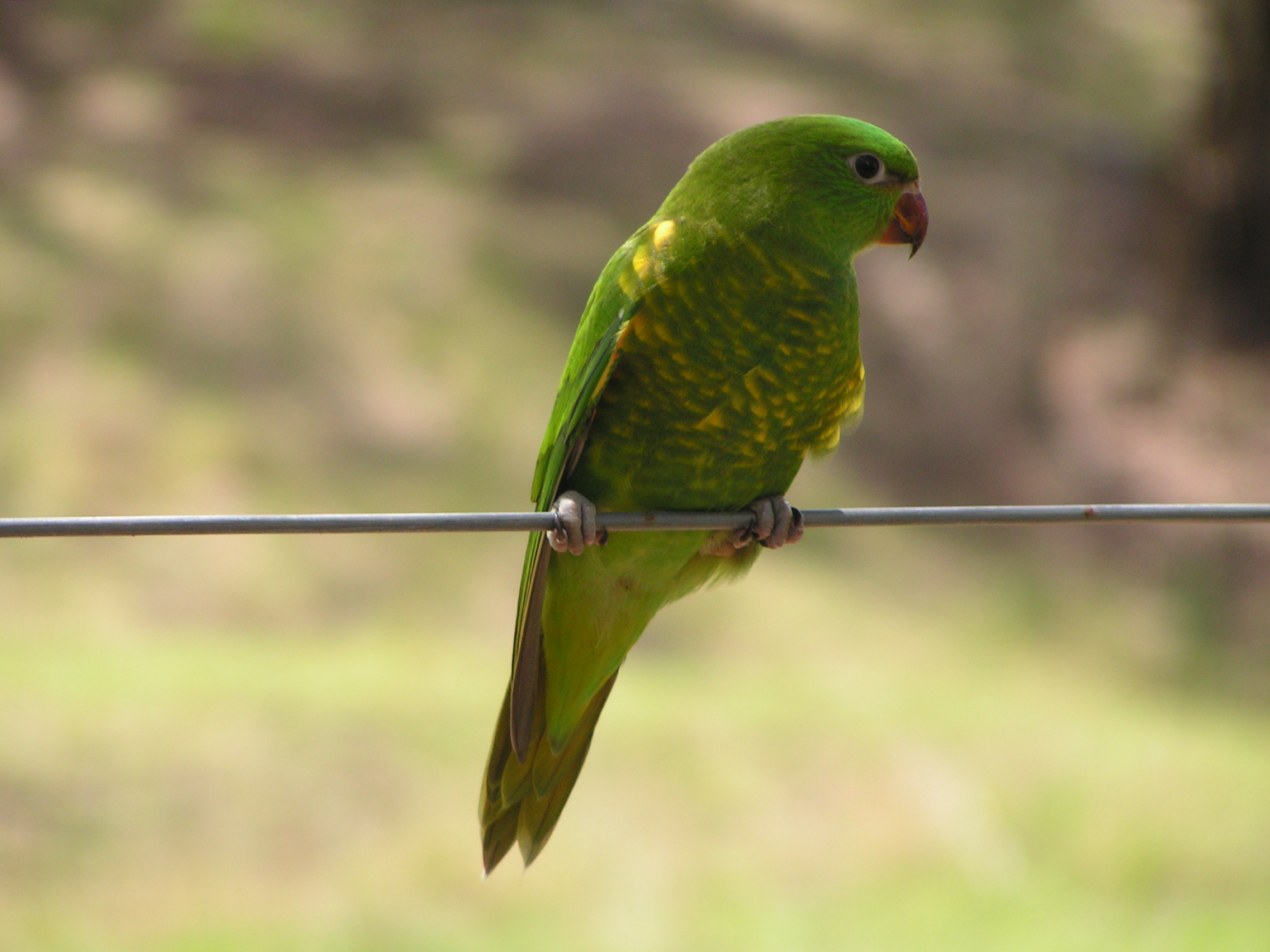
幼鳥
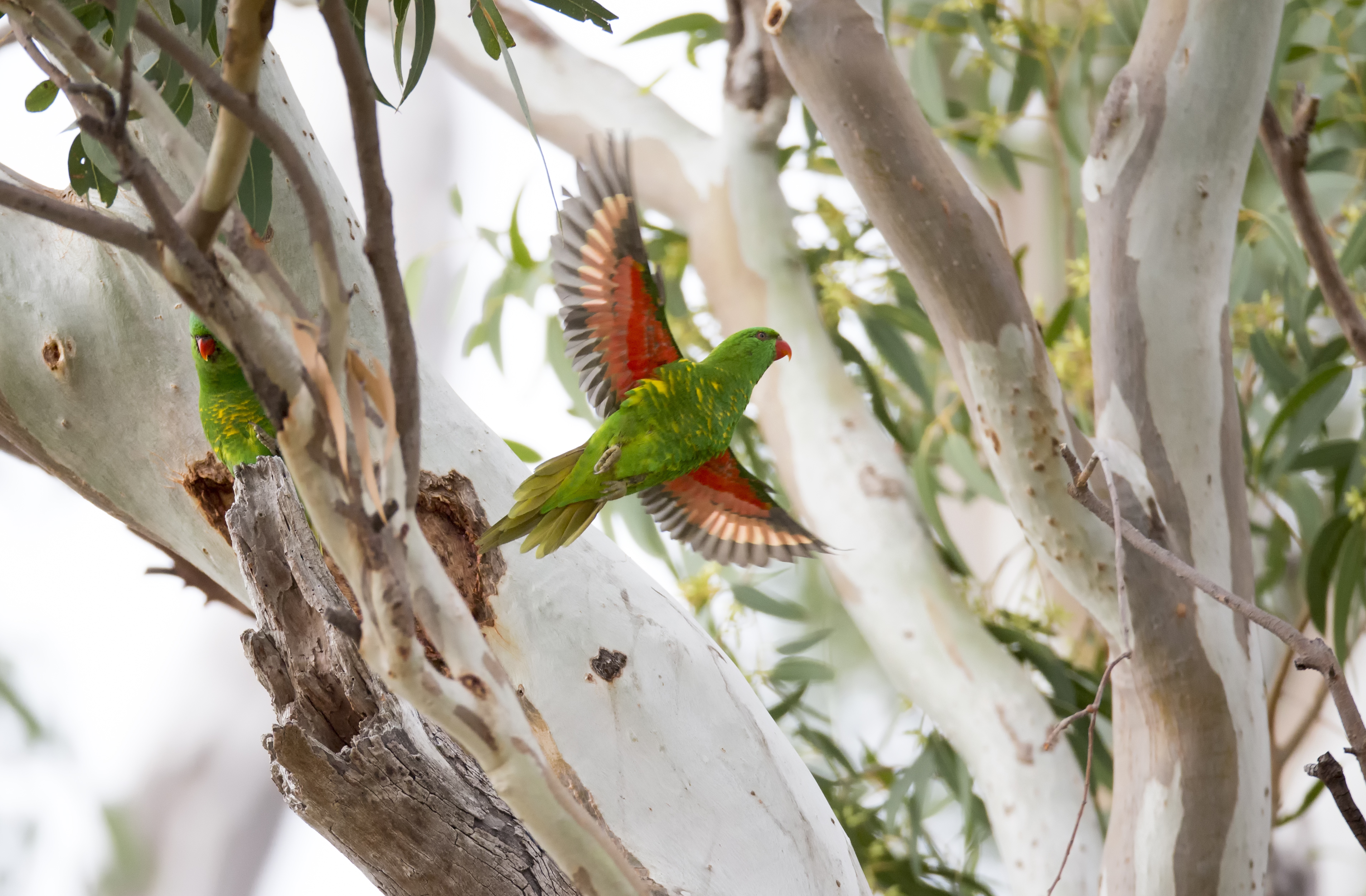
飛行の様子